# 王林 (タレント)
王林（おうりん、1998年〈平成10年〉4月8日 - ）は、青森県を拠点に活躍する日本の女性タレント・アーティスト・モデル・舞台俳優。

株式会社ボンド所属。

## 概要
青森県を中心に活動しているダンス&ボーカルを主軸とした女性ローカルアイドルグループ、りんご娘に2013年から2022年まで所属、リーダーを務めた後、2022年4月よりソロ活動中。
青森県弘前市出身、同県青森市在住。所属事務所は2022年4月より株式会社ボンド、業務提携先はリンゴミュージック。特技は水泳。東京の芸能事務所移籍後も引き続き青森県内に在住している。
りんご娘はメンバーの名前がリンゴの品種名になっており、王林もリンゴの「王林」から付けられた。また、卒業（脱退）したメンバーの名前がその後に加入したメンバーに再び付けられることがあり、本記事の王林は同名メンバーの2代目に当たる。
英語表記は「Ourin」であるが、ラストアイドル活動時は「Orin」が用いられた。ソロでの音楽活動時は、英語表記・日本語表記が併記された「Ourin-王林-」を用いている。
レギュラー出演する「ヒルナンデス!」で結成されたヒルナンデス!バンドの一員としても、LIVEやテレビ番組に出演している。

## 略歴
9歳の時に、モデルを目指して地元の弘前アクターズスクールに入り、活動を始める。
小学生時代には「アルプスおとめ」に加入して活動。当時の芸名は「斉藤」。2013年、中学生の頃にりんご娘に加入。りんご娘では2代目となる「王林」と名付けられる。|
2017年3月 弘前学院聖愛高校を卒業する。
2017年8月20日の『ラストアイドル』（テレビ朝日）の、1対1のパフォーマンスバトルに出場するも敗北。その後、同番組で設定されたセカンドユニット「Good Tears」に加入。2018年6月30日、再びりんご娘専任に戻るため、Good Tears及びラストアイドルを卒業。
津軽弁トークと、仕事で東京に来るたびに、ショックを受けているという「東京が怖い」キャラでも活動している。2019年6月30日放送の『誰だって波瀾爆笑』（日本テレビ）に単独でメインゲスト出演、それまでの生い立ちなどが紹介された。以降多数のバラエティー番組にゲスト出演している。
2022年2月、同年3月をもって王林を含むりんご娘全メンバーが卒業することを発表。アルプスおとめの全メンバーがりんご娘を引き継ぐこととなった。
王林は「この4人でりんご娘として生きていきたいという思いが強かった分、受け入れ難く、リーダーとしてなんとかこの4人のりんご娘を存続させる道はないか、いろいろと模索しました。でも、次の目標に向かって進みたいというみんなの意思は固く、悩んだ末に、メンバーの気持ちを尊重して応援しようと決めました」と述べ、「私は今後も王林として青森のためになることを頑張ります。」と芸能活動を継続することを表明した。なお、ときは「春から新しい場所でスタートします」、ジョナゴールドはリンゴミュージック所属のソロアーティストとして音楽活動を継続、彩香はモデルの道に進むとしている。
2022年4月、ソロ活動を開始。芸名は引き続き「王林」。株式会社ボンドへ移籍するが、りんご娘時代に在籍していたリンゴミュージックも引き続き業務提携という形で支援を行う。
2022年11月、第15回日本シューズベストドレッサー賞を受賞。2023年には、東北楽天ゴールデンイーグルス（宮城県仙台市に本拠地を置く日本プロ野球の球団）から「イーグルスガール」（女性ファン）のイメージキャラクターに任命されている。
2023年3月、自身のアパレルブランド「What Is Heart（わいは）」の立ち上げを発表。同年3月30日、公式Instagram開設。4月スタートの『ラストマン-全盲の捜査官-』（TBSテレビ）でドラマに初出演し、本格的な俳優業に初挑戦。
2023年5月、地方創生をテーマにしたファンコミュニティサイト「王林王国」を開設。
2023年11月15日、「Ourin-王林-」名義にて初のソロ曲『Play The Game / ハイテンション』を発売。
2023年12月、初のソロ写真集『ONE CHANCE』を発売。
2024年11月-12月、初の舞台としてミュージカル『プロデューサーズ』に出演。

## 人物
名前の由来はりんごの品種名の「王林」であり、中国人（中国語で「ワンリン〈Wang Lin〉」と読めるため）ではない。本人は「人参」と同様のアクセントで発音することを求めている。グループ内でのニックネームは「王（わん）ちゃん」。リンゴミュージックへの単独所属時は、最も在籍年数が長かった。
2歳年下の弟がいる。
特技は水泳であり、2021年7月9日放送の『沸騰ワード10』（日本テレビ）ではバタフライで泳いでいる姿を見せた。
目標とする人物・グループは藤井夏恋、Negicco、Perfume。
好きな男性有名人は舘ひろしと語っており、 CMがきっかけでマイナンバーカードを作ったという。2022年8月28日、両国国技館で開催放送された『24時間テレビ 愛は地球を救う45』（日本テレビ）中のコーナーで、舘と初対面を果たし、「同じ歩幅で歩きたい」という願望が叶った。「何か愛用品が欲しい」と申し出て、映画で使用したサングラスをプレゼントされた。
2024年まで青森県在住のまま東京での芸能活動を続けていた。東京での収録時には可能な限り青森から通っており、「東京で活動するのは、青森のため」「青森が私の居場所」と公言していた。りんご娘卒業後は東京での仕事に伴いホテルへの滞在が増え、 パーソナルスペースの必要性が高まったことから、2024年に東京に部屋を借りた。帰省した際に購入した“青森グッズ”で部屋を埋め尽くしており、「青森の家の部屋より、東京の部屋の方が青森の物が多いです」と話した。
2021年3月に青森中央学院大学経営法学部を卒業。大学在学中は経営法学を学んでいた。元津軽塗職人の祖父にちなみ、卒業論文では「伝統工芸品の販路拡大」について津軽塗を中心に執筆した。王林は番組内で当時を振り返り、教授が「やりたいことをできるよ」と研究を支えてくれたことに感謝している。なお、王林は2024年に同学のアンバサダーに就任している。
身長170cmと同年代の女性の中でも長身だが、りんご娘在籍時はジョナゴールドに次いで小柄であった。同グループであったときを「愛方」と称しており、リンゴミュージック社長に「龍神の神様の生まれ変わりだ」と言われた経験がある。
津軽弁での自己紹介は「た～んげ甘いかまりっこで酔わせでまってもいいべがの? （とっても甘い香りで酔わせてしまってもいいですか？）」である。
スケジュールの関係でりんご娘とラストアイドルとの兼務が困難になった際、リンゴミュージックの事務所社長は王林のモデルの夢のチャンスを考え、上京の背中を押した。しかし、王林自身が青森でりんご娘としての活動継続を望んだという。王林はりんご娘卒業後も、青森県を軸に活動していく意思を明確にしている。
青森県知事になるのが夢であり、青森で音楽フェスを開催したいと考えている。

## 嗜好・逸話
コンソメ味のお菓子とフルーツを好んでおり、これが高じて味の素株式会社の公認コンソメ大使に任命された。一番好きなフルーツは、りんごではなく、シャインマスカット。『RINGOMUSUMEの産地直送 日本最高!!』では、出されたラーメンが激辛というドッキリに気付かず「めちゃくちゃおいしい」と述べた。なお、他のメンバーはその辛さに悶絶した。
りんご娘内では大食いであり、いきなり!ステーキのステーキ645gを完食した経験がある。
自分を動物に例えると「鹿」とのこと。
ネプリーグで「『〇〇ぱい』に当てはまる広辞苑に掲載されている単語」を問われ、「みんぱい」と弘前市の中華料理店の名前を答えた。
涙もろい性格で、『THE突破ファイル』内でりんご娘の楽曲「りんごの木」が流れた際、番組の愛を感じて涙した。
運転免許を取得している。
YouTube企画に参加して以来、漫画『ONE PIECE』にハマったという。
オリジナルキャラクター「こんにちわんちゃん」が存在し、たびたびグッズ化されている。
『ラストマン-全盲の捜査官-』の出演まで、「（台詞を）標準語にしなくてはいけない。」と言う理由で、ドラマ出演をNGとしていた。しかし、青森を題材にして、地元の言葉でそのまま出られるのであればドラマに出演しても良いと考えているとの事である。なお、同作品で演じた難波望海は津軽弁を使用している。
「王林」という芸名に対して、本人は当初前向きではなかったと話している。当時は「彩香」になりたかったといい、「せめて赤いリンゴがよかった。」と改名を希望していた。しかし、当時リンゴの王林が不作であり、「王林＝おいしくない」というイメージを変えてほしいという願いがあり、イメージアップを図ろうと考えた命名だったため、「自分が頑張るしかないと思った」と受け入れたという。
斉藤和義の楽曲を好んでおり、ライブに足を運ぶこともあるという。

## 交流・評価
lyrical schoolのrisanoと交友があり、共にアメリカ・ロサンゼルスを旅行した経験がある。また、ヒルナンデス!での交流を機に、井桁弘恵と交友を深めている。
振付師のHIROMIは、王林を「普段も画面の中のこのまんま、嫌味がない」「歌もダンスもできるタイプ」と評している。
滝沢カレンは、王林を「マイケル・ジャクソンみたい」と評している。

## 作品

### 音楽

#### CDシングル（Ourin-王林-として）
- 「 Play The Game / ハイテンション 」（2023年11月15日、UNIVERSAL MUSIC JAPAN）[25]
 通常版

1. Play the Game
2. ハイテンション
3. Play The Game (Instrumental)
4. ハイテンション (Instrumental)

- 「So what」 (2024年9月4日、UNIVERSAL MUSIC JAPAN）

1. So what
2. 踊るりんご
3. So what (Instrumental)
4. 踊るりんご (Instrumental)

#### 配信シングル（Ourin-王林-として）
- 「 ハイテンション 」（2023年10月18日、UNIVERSAL MUSIC JAPAN）[25][注釈 10]

1. ハイテンション

- 「 Play The Game 」（2023年10月30日、UNIVERSAL MUSIC JAPAN）[25][注釈 11]

1. Play The Game

- 「 Dear My Friend 」（2024年3月6日、UNIVERSAL MUSIC JAPAN）[76]

1. Dear My Friend

- 「So what」 (2024年7月24日、UNIVERSAL MUSIC JAPAN）[75][注釈 12]

1. So what

#### 配信シングル (empty disc.として)
- 「Please or Please」 (2025年6月27日)[77]

### ブランド
- ファッションブランド「What Is Heart（わいは）」
- 振袖ブランド 「王林爛漫」[78]

### グッズ
- RINGOMUSUME×VILLAGE VANGUARD 20周年コラボグッズ 缶バッジ（2020年4月29日、ヴィレッジヴァンガード）[79]
- 津軽ワインスチューベン2本セット×RINGOMUSUME王林（2020年6月1日、サンマモルワイナリー）[80]
- 甘噛みハムハム 王林オリジナルモデル（2022年3月8日、日テレポシュレ）[81]
- RINGO MUSIC POWER LIVE 2022 “UPDATES!“ 限定 王林プロデュース マフラータオル（2022年12月、リンゴミュージック）[82]

### カレンダー
- 2023年 王林カレンダー（2022年11月18日、トライエックス）[83][84]
- 2024年 王林カレンダー（2023年10月28日、トライエックス）[85]

### 写真集
- 王林1st写真集『ONE CHANCE』（2023年12月20日、集英社、ISBN 978-4-08-790150-4）[27]

### 関連作品
- 「夢のシャトルラン」リンゴミュージック名義にて。リンゴミュージック・テーマソング[86]。

作曲・作詞：多田慎也
- おらが町のラジオ体操〈第1〉〜方言やユニークな登場人物の号令で、毎日3分楽しく全身運動　KICG-738[87]

トラック2「ラジオ体操第1 (津軽編)」

## 出演

### イベント
- 一日交通機動隊長 青森県警察 2021年7月15日[88]
- 一日税務署長 弘前税務署 2022年1月21日[89]
- 青森じゃわめぎ祭り（2022年5月2日、プライムツリー赤池）
- 楽天 vs ソフトバンク 始球式 （2022年7月5日、はるか夢球場）[90]
- 一日交通部長 青森県警察 2022年9月16日[91]
- 一日駅長 東北新幹線八戸駅 2022年12月3日[92]
- 一日警察署長 高輪警察署 2023年3月16日[93]
- 楽天 vs 中日 始球式 （2023年6月11日、楽天モバイルパーク宮城）[94]
- エフエム青森ファン感謝祭 （2023年10月1日、モヤヒルズ）[95]
- 青森りんご PRイベント（2023年10月5日、イオンモール幕張新都心）[96]
- むつグラマラスフェスティバル（2023年10月15日、しもきた克雪ドーム）
- 王林HAPPYトークショー（2023年10月15日、青森市男女共同参画プラザ カダール）
- トークイベント「王林・良平のさんまるにおいでよ！」(2024年2月3日、三内丸山遺跡センター)[97]
- ムーミンバレーパーク『5TH ANNIVERSARY』直前スペシャルゲスト (2024年2月29日、ムーミンバレーパーク)[98]
- イオンシネマ新青森 1日支配人 (2024年3月19日、イオンシネマ新青森) [99]
- 青森県から世界へトビタテ！留学応援トークイベント（2024年3月26日、リンクモア平安閣市民ホール）[100]
- みちのく潮風トレイルウォーク in 八戸 (2024年5月26日、蕪島海浜公園)[101]
- ファッション甲子園 (2024年8月25日、2025年8月31日、弘前市民会館)[102][103]
- 青森県優良住宅協会 プレゼンツ AFBファンミーティング2024 (2024年9月7日、モヤヒルズ)[104]
- 東北青年フォーラム (2024年9月7日、8日、青い海公園)[105]
- 青森中央学院大学 翔麗祭 (2024年9月22日、青森中央学院大学)[106]
- AOMORI RINGO PROMOTION EVENT(2024年10月9日、東京交通会館)[107]
- 2024 体操ニッポンGALA (2024年10月13日、青森県武道館)[108]
- あおもりりんご植栽150周年記念キックオフイベント (2025年1月25日、青森県観光物産館アスパム)[109]
- 青森りんご植栽150周年記念イベント (2025年9月13日、弘前市民会館)[110]

### ファッションショー
- GirlsAward
  - 2022 SPRING/SUMMER（2022年5月14日、幕張メッセ）[111]
  - 2022 AUTUMN/WINTER（2022年10月8日、幕張メッセ）[112]
  - 2023 SPRING/SUMMER (2023年5月4日、幕張メッセ) [113]
  - 2023 AUTUMN/WINTER（2023年9月30日、幕張メッセ）[114]
  - 2024 SPRING/SUMMER (2024年5月3日、幕張メッセ)[115]
  - 2025 AUTUMN/WINTER (2025年10月18日、幕張メッセ)[116]
- SDGs推進 TGC しずおか 
  - 2023 by TOKYO GIRLS COLLECTION（2023年1月14日、ツインメッセ静岡）[117]
  - 2024 by TOKYO GIRLS COLLECTION（2024年1月13日、ツインメッセ静岡）[118]
  - 2025 by TOKYO GIRLS COLLECTION（2025年1月11日、ツインメッセ静岡）[119]
  - 2026 by TOKYO GIRLS COLLECTION（2026年1月10日、ツインメッセ静岡）[120]
- マイナビ TOKYO GIRLS COLLECTION
  - 2023 SPRING/SUMMER（2023年3月4日、国立代々木競技場第一体育館）[121][122]
  - 2024 SPRING/SUMMER（2024年3月2日、国立代々木競技場第一体育館）[123]
  - 2025 SPRING/SUMMER（2025年3月1日、国立代々木競技場第一体育館）[124]
- Rakuten Fashion Week Tokyo 2024 A/W (2024年3月14日、渋谷ヒカリエ)[125]
- SAPPORO COLLECTION 2024 SPRING/SUMMER（2024年3月16日、北海きたえーる）[126]
- TGC MATSUYAMA 2024 by TOKYO GIRLS COLLECTION (2024年7月13日、愛媛県武道館)[127]
- TGC KITAKYUSHU 2024 (2024年10月12日、西日本総合展示場新館)[128]
- SETOLAS Holdings presents TGC KAGAWA 2025 by TOKYO GIRLS COLLECTION (2025年5月6日、あなぶきアリーナ香川)[129]
- OKINAWA COLLECTION (2025年6月21日、沖縄サントリーアリーナ)[130]

### 映画
- バカ塗りの娘（2023年9月1日公開）- 結婚式場スタッフ 役[131][132]
- じょっぱり 看護の人 花田ミキ（2024年7月2日公開） - ちさと 役[133][134]

### ライブ
- RINGO MUSIC POWER LIVE 2022 “UPDATES!“（2022年12月28日、弘前市民会館）[135]
- RINGO MUSIC POWER LIVE 2023 ～Gradation～（2023年9月9日～9月10日、弘前文化センター 大ホール）[136]
- バズリズム LIVE (2024年7月22日、国立代々木競技場)[137] (ヒルナンデス!バンドとして)
- RINGO MUSIC FES. 2024 (2024年9月28日、弘前市りんご公園)[138]
- TOKYO ISLAND 2024 【androp 15th Anniversary day】(2024年10月15日、東京海の森公園)[139]
- RINGO MUSIC POWER LIVE 2024 "Heroine" (2024年12月28日、弘前市民会館)[140]
- Move (2025年1月12日、代官山 SPACE ODD)[141]
- park&park ライブシリーズ　Ourin-王林-公演 (2025年6月18日、shibuya eggman)[142]
- SWISH -Voice- (2025年7月31日、Space Odd)[143]
- Move (2025年8月12日、赤坂ReNY)[144]

### ライブ映像
- 「RINGO MUSIC POWER LIVE 2023 〜Gradation〜」DVD＆Blu-ray（2024年1月13日、リンゴミュージック）[145]

### テレビ

#### レギュラー出演
- THE突破ファイル（日本テレビ）
- おむすびニッポン（NHK Eテレ）
- 沸騰ワード10 青森に取り憑かれた王林（日本テレビ） - コーナーレギュラー[146]
- ヒルナンデス!（2022年10月 - 、日本テレビ） - 金曜レギュラー[147]
- 天才てれびくん（2023年4月3日 - 、NHK Eテレ） - エナジーマスター オウリン先生 役
- 『発表!ウチの県の大事ケン』〜1時間まるごと○○県TV〜（2023年6月27日 - 2023年10月10日、2024年1月3日、TBS）[148]
- 村長さんに聞いてみた! ウチの村は日本一（2021年9月4日 - 、年2回、テレビ大阪）[149]
- 田舎で暮らそう（satonoka）[150]
- 王林の産地直送☆日本最高!!（2025年4月 - 、青森朝日放送）[151]

#### テレビドラマ
- ラストマン-全盲の捜査官-（2023年4月23日 - 6月25日、TBS） - 難波望海 役[21][22]

#### ゲスト出演

##### 2022年
- くりぃむクイズ ミラクル9（2022年4月6日・5月11日・6月1日・7月20日・8月17日・11月9日・12月14日・12月28日、テレビ朝日）
- 発見!あおもり深世界（NHK青森）
  - 「ミステリー×クッキング 青森編」（2022年4月15日）
  - 「王林と考える 大雨への備え」（2022年9月16日）[152]
- 王様のブランチ（2022年4月16日・5月14日・7月30日、TBS）
- 褒めコメ辞典（2022年4月18日・25日、TBS）
- Let’s!美バディ（2022年4月20日・21日・27日、TBS）
- 世界まる見え!テレビ特捜部（2022年4月25日、日本テレビ）
- 上田と女が吠える夜（2022年4月27日、日本テレビ）
- 7つの海を楽しもう!世界さまぁ〜リゾート（2022年4月30日、TBS）
- 凄カワどうぶつ図鑑（2022年5月1日、テレビ東京）
- 趣味の園芸「いきものパラダイス」（2022年5月8日・11日・13日・6月12日・17日・12月11日、NHK Eテレ）
- 呼び出し先生タナカ（2022年5月15日・9月4日、11月6日、フジテレビ）
- 帰れマンデー見っけ隊!!（2022年5月16日、テレビ朝日）
- 正義のミカタ（2022年5月21日・6月18日・7月30日、朝日放送テレビ）[153]
- シューイチ（2022年5月22日、日本テレビ）
- 種から植えるTV（2022年5月22日、テレビ東京）
- クイズ!THE違和感（2022年5月23日、TBSテレビ）
- 有吉くんの正直さんぽ（2022年5月28日、フジテレビ）
- 上沼・高田のクギズケ!（2022年5月29日、読売テレビ&中京テレビ）
- ものまね師弟バトル MANE-1（2022年6月4日、フジテレビ）
- 爆買い☆スター恩返し（2022年6月10日、フジテレビ）
- ジモワンGP～人気芸能人の地元で何ネタできるかな?～（2022年6月11日、日本テレビ）
- 勝手に村択 JAPAN未来美レッジ（2022年6月12日、RSK山陽放送）
- ワールド極限ミステリー（2022年6月15日、TBS）
- 太田×石井のブームを生んだあの人に新作つくってもらいました（2022年6月18日、CBCテレビ）
- CHOTeN 〜今週、誰を予想する?〜（2022年6月18日、テレビ東京）
- THEカラオケ☆バトル U18歌うま甲子園 第2戦（2022年6月19日、テレビ東京）
- 10万円でできるかな（2022年6月20日、テレビ朝日）
- 100%!アピールちゃん（2022年6月20日、毎日放送）
- ニンチド調査ショー（2022年6月22日、テレビ朝日）
- 解禁コネコネクラブ（2022年6月23日、日本テレビ）
- キスマイ超BUSAIKU（2022年6月23日・6月30日、フジテレビ）
- オオカミ少年（2022年6月24日、TBS）
- 千原ジュニアのヘベレケ（2022年6月24日、東海テレビ）
- なんかすごいぞ2025 ～近未来はこうなる! 大阪・関西万博まであと1000日!～（2022年6月25日、フジテレビ／2022年6月30日、関西テレビ）
- まだアプデしてないの?（2022年6月25日、テレビ朝日）
- まっちゃんねる  IPPON女子グランプリ（2022年6月25日、フジテレビ）
- テレ東卓球塾（2022年6月26日、テレビ東京）
- 人志松本の酒のツマミになる話（2022年7月1日、フジテレビ）
- THE MUSIC DAY 2022（2022年7月2日、日本テレビ）(ヒルナンデス!バンドとして)
- ガイロク（街録）（2022年7月3日、NHK BSプレミアム）
- ○○って言わせたい!（2022年7月9日、テレビ朝日）
- なりゆき街道旅（2022年7月10日、フジテレビ）
- 相席食堂（2022年7月12日、朝日放送テレビ）
- ニッポン〆メシ図鑑（2022年7月17日、北海道放送）
- ヒューマングルメンタリー オモウマい店（2022年7月19日、中京テレビ）
- 発見!タカトシランド（2022年7月22日・7月29日、北海道文化放送）
- 熱唱!ミリオンシンガー（2022年8月9日、日本テレビ）[154]
- ひと目でわかる!!（2022年8月16日、日本テレビ）
- 火曜は全力!華大さんと千鳥くん (2022年8月23日、フジテレビ)[155]
- 24時間テレビ 愛は地球を救う45（2022年8月27日・28日、日本テレビ）[30]
- ぐるナイ（2022年10月13日、日本テレビ）[156]
- おしゃれクリップ（2022年10月17日、日本テレビ）
- あっぷるワイド（2022年12月15日、NHK青森）[157]
- 家、ついて行ってイイですか?（2022年12月18日、テレビ東京）
- サスティな!〜こんなとこにもSDGs〜（フジテレビ）
  - （2022年11月5日 - 2022年12月3日）- スペシャルMC[注釈 13][158]
- 爆笑！明石家さんまのご長寿グランプリ2022（2022年12月25日、TBSテレビ）

##### 2023年
- 2023年新春!ニッポン"ふるさと"リレー（2023年1月1日、NHK総合）
- ザ!世界仰天ニュース（2023年1月3日、日本テレビ）
- お取り寄せ不可!?列島縦断宝メシグランプリ（2023年1月9日、NHK総合）
- あっぷるワイド（2023年1月12日、NHK青森）[159]
- 漁港のヒミツメシ（2023年1月14日、日本テレビ）
- 発見!あおもり深世界「王林 飛躍の1年～だから、青森が好き～」（2023年1月20日、NHK青森）[160]
- ナニコレ珍百景（2023年1月22日・11月19日、テレビ朝日）
- ワールド極限ミステリー（2023年1月25日、TBS）
- 1億3000万人のSHOWチャンネル（2023年1月28日、日本テレビ）
- 正義のミカタ（2023年1月28日、3月11日、4月22日、5月20日、6月17日、7月15日、11月18日、12月16日、朝日放送テレビ）[153]
- 帰れマンデー見っけ隊!!（2023年1月30日、テレビ朝日）
- サスティな!〜こんなとこにもSDGs〜（2023年2月4日、フジテレビ）- サスティな!ファミリー[注釈 14]
- 呼び出し先生タナカ（2023年2月5日、フジテレビ）
- しゃべくり007（2023年2月6日、日本テレビ）- ひとり青森県人会
- 陣内バカリの最強ピンネタ20連発SP（2023年2月19日、関西テレビ）
- わたしの通学ロード（2023年2月19日 - 3月5日、関西テレビ）
- EXITのベルギー行ったらモテるやつ（2023年2月25日、3月4日、テレビ東京）
- 超無敵クラス（2023年2月26日、日本テレビ）
- ハートネットTV（2023年2月27日、3月6日、NHK Eテレ）
- 発見★街頭インタビュー（2023年3月1日、フジテレビ）
- NHKのど自慢（2023年3月12日、NHK総合・ラジオ第1）- 「行列のできる相談所」コラボ回 [161]
- 行列のできる相談所（2023年3月12日、日本テレビ） - 「NHKのど自慢」コラボ回[161]
- 形から入ってみた（2023年3月16日、5月15日、5月22日、TBS）
- 笑アセろ（2023年4月7日、TBS）
- 突然ですが占ってもいいですか?（2023年4月10日、フジテレビ）
- 世界・ふしぎ発見!（2023年4月15日、6月24日、TBS）
- 櫻井・有吉THE夜会（2023年4月20日、11月9日、TBS） [162] [163]
- 豪華俳優陣が日本縦断 超!!弾丸グルメツアー（2023年4月21日、TBS）
- イキスギさんについていった（2023年4月25日、5月2日、TBS）
- スターズHOWTO（2023年5月20日、フジテレビ）
- グップラウィークのキックオフ特番!（2023年5月28日、日本テレビ）
- ベスコングルメ（2023年5月28日、TBS）
- DayDay.（2023年6月2日、2023年11月27日[164]、日本テレビ）
- 良い子はマネしないでねバラエティ　特殊な訓練受けてますので! (2024年6月8日、6月15日、TBS)[165][166]
- 株式会社フット後藤 GOTO事業承継（2023年6月7日、テレビ西日本）
- 再現できたら100万円!THE神業チャレンジ（2023年6月27日、TBS）
- ひらけ! パンドラの箱 アンタッチャブルTV（2023年6月27日、11月14日、関西テレビ）
- ZIP!（2023年6月2日、6月29日、日本テレビ）
- ダウンタウンDX（2023年6月29日、日本テレビ）
- わざわざ行きたい朝ごはん（2023年7月9日、RKB毎日放送）
- タイムマシーン3号のにいがたって書けます? （2023年7月28日、TeNY）[167]
- 長野クンさかなクン港はしご旅(6)相模湾ぐるり茅ヶ崎〜伊東（2023年8月12日、テレビ東京）[168]
- 上田と女が吠える夜（2023年8月23日、日本テレビ）
- 3人見ればモンジュの知恵 (2023年9月16日、読売テレビ)
- ヒューマングルメンタリー オモウマい店（2023年10月3日、中京テレビ）[169]
- サンデージャポン（2023年10月8日、TBS） [170]
- アッコにおまかせ!（2023年10月8日、TBS）[171]
- ラヴィット!（2023年10月10日、TBS）[172]
- オオカミ少年・ハマダ歌謡祭★芸能人が年の差ヒット曲バトル!ベテランVSルーキー!（2023年7月21日、10月20日、10月27日、11月3日、11月10日、12月29日、TBS）[173]
- チコちゃんに叱られる!（2023年10月21日、NHK総合）[174]
- ニッポン人の頭の中（2023年10月22日、日本テレビ）[175]
- くりぃむクイズ ミラクル9（2023年2月22日、3月22日、4月12日、5月24日、5月31日、6月28日、8月2日、8月23日、9月13日、9月27日、10月25日、11月1日、11月15日、11月29日、テレビ朝日）
- 世界一受けたい授業（2023年10月28日、日本テレビ）[176]
- アイ・アム・冒険少年（2023年10月30日、TBS）[177]
- ぐるナイ（2023年11月2日、日本テレビ）[178]
- チャンハウス（2023年11月11日、フジテレビ）[179]
- 私のバカせまい史（2023年11月16日、フジテレビ）[180]
- キントレ（2023年11月18日、日本テレビ）[181]
- ジョンソン（2023年11月27日、TBS）[182]
- 国民うもレア栄誉賞（2023年12月2日、フジテレビ）[183]
- 水曜日のダウンタウン（2023年11月29日、TBS）[184]
- 田舎くれんぼ　〜人口500人の小さな村でウソ村人に変装せよ!〜（2023年12月9日、テレビ東京）[185]
- 青森満腹!うまいもんツアー12（2023年12月14日、青森朝日放送）[186]
- 上沼・高田のクギズケ!（2023年12月17日、読売テレビ&中京テレビ）
- 歌唱王〜全日本歌唱力選手権〜 (2023年12月21日、日本テレビ)
- 明石家さんまの爆笑!ご長寿グランプリ（2023年12月22日、TBS）[187]
- 踊る!さんま御殿!!（2023年12月26日、日本テレビ）[188]

##### 2024年
- 世界が注目!東北ワールドレポート　独自の文化で外国人にも大人気!東北の魅力発見（2024年1月2日、テレビ朝日系列）[189]
- ベスコングルメ（2024年1月7日、TBS）[190]
- 3秒聴けば誰でもわかる名曲ベスト100（2024年1月8日、テレビ東京）[191]
- 世界ストリートフードジャーナル　MC南原★世界の屋台激ウマグルメ! 韓国&ベトナム（2024年1月9日、TBS）[192]
- くりぃむクイズ ミラクル9（2024年1月10日、2024年2月7日、3月6日、4月24日、5月22日、5月29日、6月19日、7月31日、9月11日、10月16日、11月6日、テレビ朝日）[193][194][195][196][197][198][199][200]
- 世界感情バクハツ映像祭★顔が面白い映像40選! チョコプラ・二階堂・ヒョプ様も爆笑（2024年1月16日、TBS）[201]
- オオカミ少年・ハマダ歌謡祭★芸能人が年の差ヒット曲バトル！ベテランVSルーキー！（2024年1月19日、5月26日、5月31日、6月14日、6月21日、7月19日、8月16日、9月28日、TBS）[202][203][204][205][206][207][208]
- 有吉くんの正直さんぽ (2024年1月27日、フジテレビ)[209]
- 正義のミカタ（2024年1月27日、2月24日、4月6日、5月11日、6月1日、7月13日、9月21日、12月21日、朝日放送テレビ）[153]
- 明日をまもるナビ（2024年1月28日、NHK総合）[210]
- おしゃれクリップ（2024年1月28日、日本テレビ）
- 王林×伝統工芸～東北 ものづくりのPRIDE～ (2024年1月28日、ATV青森テレビ)[211]
- あなたはこの衝撃に耐えられる?ワールドドキドキビデオ (2024年1月30日、7月25日、日本テレビ)[212][213]
- ワールド極限ミステリー (2024年1月31日、9月29日、TBS)[214][215]
- 出川哲朗の充電させてもらえませんか? （2024年2月3日、テレビ東京）[216]
- 1億3000万人のSHOWチャンネル（2024年2月3日、日本テレビ）[217]
- サンデーPUSHスポーツ（2024年2月4日、日本テレビ）[218]
- 有吉クイズ（2024年2月5日、2月19日、3月4日、テレビ朝日）[219][220]
- 上田と女が吠える夜（2024年2月7日、7月3日、日本テレビ）[221][222]
- 奥様に花束を（2024年2月10日、フジテレビ）
- あのとき告っていればどうなった?!（2024年2月13日、日本テレビ）[223]
- 野口聡一・劇団ひとりの　2030月面テレビ（2024年2月17日、NHK総合）[224]
- これやっちゃってない?他人事じゃないハナシ （2024年2月19日、TBS）[225]
- 旅サラダ（2024年2月24日、朝日放送テレビ）[226]
- 上沼・高田のクギズケ!（2024年2月25日、6月2日、読売テレビ&中京テレビ）
- DEEPな店の常連さんに密着 イキスギさんについてった（2024年2月27日、3月5日、TBS）[227]
- アキヤテクツ〜空き家のHappy活用法〜（2024年2月29日、BSフジ）
- キントレ (2024年3月9日、8月31日、NTV)[228][229]
- 路線バスで寄り道の旅（2024年3月17日、4月12日、テレビ朝日）[230][231]
- 夢はここから（2024年3月20日、青森朝日放送）[232]
- TOHOKU SOULFUL（2024年3月22日、5月5日、NHK東北）[233]
- 世界の春日プロジェクト（2024年3月26日、NHK総合）[234]
- アンミカのナンイカ（2024年3月29日、テレビ朝日）[235]
- 梅沢ツアーズ 静岡SP（2024年3月31日、静岡第一テレビ）[236]
- 青森県人会への道〜極上！青森おもてなしグルメ〜 （2024年3月31日、RAB青森放送）[237]
- 「オオカミ少年」 傑作選（2024年4月2日、TBS）[238]
- 酒のツマミになる話 (2024年4月5日、フジテレビ)[239]
- わざわざ行きたい朝ごはん（2024年4月6日、RKB毎日放送）
- 日テレ系春の新番組が大集結！スター生チャレGP （2024年4月10日、日本テレビ）[240]
- 最強！衝撃映像71連発「スタッフが2607本見た中から選ぶ動画ランキング（2024年4月12日、テレビ東京）[241]
- はじめて東京物語（2024年4月12日、テレビ朝日）[242]
- ニッポン地図でSHOW〜みんなの知らないスゴ!マップ〜（2024年4月14日、フジテレビ）[243]
- プラチナイト　「大悟の芸人領収書」&「THEパニックGP」（2024年4月15日、4月22日、日本テレビ）[244][245]
- 痛快!明石家電視台（2024年4月27日、毎日放送）[246]
- 世界まる見え！危険な旅傑作選▼ワニだらけ通学路▼標高4000mの村へピアノ運搬（2024年4月28日、日本テレビ）[247]
- 世界まる見え！危険な旅SP！ガボン大木を運ぶ650㎞の旅！南米空港税関シリーズ（2024年4月29日、日本テレビ）[248]
- 県民スター栄誉賞（2024年5月1日、日本テレビ）[249]
- ドキュメント20min.（2024年5月5日、NHK総合）[250]
- 何を隠そう…ソレが!（2024年5月8日、5月15日、6月12日、テレビ東京）[251][252]
- 地図にナイナイTOWN（2024年5月20日、テレビ朝日）[253]
- いくらかわかる金?（2024年5月25日、9月7日、9月14日、9月21日、TBS）[254][255][256][257]
- 川島二宮のタミゴエ（2024年5月25日、フジテレビ）[258]
- 有吉ジャポンII ジロジロ有吉（2024年5月25日、6月1日、TBS）[259][260]
- 有吉のお金発見　突撃!カネオくん（2024年6月8日、NHK総合）[261]
- 生中継！東北絆まつり 杜の都の熱気と躍動（2024年6月9日、ミヤギテレビ）[262]
- 丸山礼の○○サークル（2024年6月17日、TVQ九州放送）[263]
- アメトーーク!（2024年6月20日、テレビ朝日）[264]
- ナニコレ珍百景（2024年6月21日、テレビ朝日）[265]
- 出川哲朗のクイズほぉ〜スクール（2024年7月1日、7月8日、NHK Eテレ）[266][267]
- 踊る!さんま御殿!!（2024年7月2日、日本テレビ）[268]
- 秘密のケンミンSHOW（2024年7月4日、読売テレビ）[269]
- 世界頂グルメ（2024年7月10日、7月17日、日本テレビ）[270][271]
- どうみん手作りクイズ179Q（2024年7月12日・19日、NHK北海道）[272]
- 中居正広のオリンピック珍プレー好プレー大賞（2024年7月14日、フジテレビ）[273]
- 新ニッポン観光！ウハウハ新名所の仕掛け人 (2024年8月3日、日本テレビ)[274]
- 芸人潜入！クイズカンパニー (2024年8月17日、カンテレ)[275]
- 向井長田のくるま温泉ちゃんねる (2024年8月17日、8月24日、8月31日、9月7日、BSよしもと)[276][277][278][279]
- 帰れマンデー見っけ隊!!（2024年8月25日、テレビ朝日）[280]
- うたコン（2024年8月27日、NHK総合）[281]
- いいね！じゃぱん（2024年9月1日、BSテレ東）[282]
- 超町人!チョコレートサムネット（2024年9月1日、 メ〜テレ）[283]
- 24時間テレビ47 愛は地球を救うのか?（2024年9月1日、日本テレビ）[284]  (ヒルナンデス!バンドとして)
- Oha!4（2024年9月10日、日本テレビ）[285]
- めざましテレビ（2024年9月10日、フジテレビ）[286]
- バズリズム02（2024年9月14日、9月21日、日本テレビ）[287][288]
- あちこちオードリー（2024年9月18日、テレビ東京）[289]
- 〜手書きMAPで街探検〜地図にナイナイTOWN 傑作選（2024年9月21日、テレビ朝日）[290]
- ラーメン×餃子日和！ギャル曽根が食べまくる！最強ハーモニー、それは“ラー餃"（2024年10月14日、日本テレビ）[291]
- めざましどようび (2024年10月19日、フジテレビ）[292]
- ちょっと福岡行ってきました!（2024年10月19日、テレQ)[293]
- オオカミ少年★芸能界スゴいぞ大検定第3弾！芸能人の裏側を隠し撮りで㊙素顔が発覚！（2024年11月29日、TBS）[294]
- RABラテ (2024年12月14日、RAB青森放送)[295]
- HAPPYクリスマス おもちゃ屋MISIA 2024（2024年12月23日、日本テレビ）[296]
- 2024人に聞いた グッときた! スポーツ名場面TOP50（2024年12月28日、NHK総合）[297]
- 大晦日オールスター体育祭（2024年12月31日、TBS）[298]

##### 2025年
- 〇〇って言わせたい!（2025年1月5日、メ～テレ）[299]
- 踊る!さんま御殿!!（2025年1月14日、日本テレビ）[300]
- くりぃむクイズ ミラクル9（2025年1月15日、4月9日、6月25日、7月9日、テレビ朝日）[301][302][303][304]
- 上田と女が吠える夜（2025年1月29日、7月2日、日本テレビ）[305][306]
- 世界! ターニングルメ（2025年2月2日、TBS）[307]
- 正義のミカタ（2025年2月8日、3月22日、5月31日、6月29日、7月19日、朝日放送テレビ）[153]
- 世界！爆笑おバカ映像GP（2025年2月8日、フジテレビ）[308]
- ナニコレ珍百景（2025年2月9日、8月10日、テレビ朝日）[309][310]
- 極上和牛の世界（2025年2月9日、中京テレビ）[311]
- 朝メシまで。（2025年2月19日、テレビ朝日）[312]
- オオカミ少年（2025年2月21日、3月7日、6月27日、TBS）[313][314][315]
- 酒のツマミになる話（2025年2月21日、8月1日、フジテレビ）[316][317]
- 有吉のお金発見　突撃!カネオくん（2025年2月22日、NHK総合）[318]
- 川島明の潜入! レッドカード（2025年3月1日、フジテレビ）[319]
- 土曜プレミアム・有吉弘行のものまねTHEワールド（2025年3月1日、フジテレビ）[320]
- 路線バスで寄り道の旅（2025年3月2日、テレビ朝日）[321]
- 第48回日本アカデミー賞授賞式直前SP（2025年3月8日、日本テレビ）[322]
- 超町人!チョコレートサムネット（2025年3月9日、エンタメ～テレ）[323]
- 日本縦断! 海上ヒッチハイク　大間のマグロ発! 極上海の幸を求めて900キロ（2025年3月23日、ABCテレビ）[324]
- 芸能界・青森県人会への道2～青森おもてなしグルメ～（2025年3月29日、青森放送）[325]
- チコちゃんに叱られる!（2025年4月25日、NHK総合）[326]
- ひむバス!（2025年5月8日、NHK総合）[327]
- バナナマンのせっかくグルメ（2025年5月25日、TBS）[328]
- ミキティダイニング（2025年5月31日、フジテレビ）[329]
- ぐ～たくさん（2025年6月1日、中京テレビ）[330]
- NHKのど自慢（2025年6月8日、NHK総合・ラジオ第1・FM）[331]
- サンバリュ 「アスラクションパーク」（2025年6月22日、日本テレビ）[332]
- うぶごえ（2025年6月26日、日本テレビ）[333]
- The Music Day!（2025年7月5日、日本テレビ）（ヒルナンデス!バンドとして）[334]
- 何を隠そう...ソレが! (2025年7月30日、テレビ東京)[335]
- それSnow Manにやらせて下さい (2025年8月1日、TBS)[336]
- いくらかわかる金?（2024年8月2日、8月9日、TBS）[337]
- 突然ですが占ってもいいですか?（2025年8月3日、フジテレビ）[338]
- 有吉くんの正直さんぽ (2025年8月9日、フジテレビ)[339]
- 小泉孝太郎の地元フルコース (2025年8月10日、日本テレビ)[340]
- かのサンド (2025年8月17日、8月24日、フジテレビ)[341][342]
- 見取り図の間取り図ミステリー (2025年8月21日、日本テレビ)[343]
- ABA番組祭（2025年8月30日・31日、ABA）[344]

### ラジオ

#### レギュラー出演
- 土曜はDON（青森放送、月1レギュラー）

#### ゲスト出演
- なえなののブカピなの（2024年1月24日、1月31日、ABCラジオ）[345]
- ユアエルム presents SPRING FESTIVA（2024年4月29日、Bay FM）[346]
- カーティスト（2024年5月19日、RCCラジオ）[347]
- 白岳しろ 坂ノ上茜のぎゃんっ！ラジオ（2024年9月5日、9月12日、TOKYO FM）[348][349]
- FAV FOUR（2024年9月18日、FM Nack5）[350]
- Oshare Life（2024年9月28日、10月5日、InterFM）[351]
- 坂本美雨のディアフレンズ（2024年10月24日、TOKYO FM）[352]
- MUSIC シュTATION（2024年11月16日、TOKYO FM）[353]

### ウェブテレビ
- 矢口真里の火曜The NIGHT（2022年5月4日 - 25日、ABEMA）5月度マンスリーMC
- HASHTAG HOUSE #0(2024年11月30日、ABEMA) [354]

### 舞台
- プロデューサーズ（2024年11月8日 - 12月6日、東急シアターオーブ） - ウーラ 役[28]
- ドリームハイ (2025年4月11日 - 4月27日、シアターH) - ユン・ベッキ役[355]

### CM
- タイトー、タイトーオンラインクレーン（2022年 - ）[356]
- 青森県りんご対策協議会（2022年 - ）[357][358][359]
- ニフティ不動産（2022年 - ） [360]
- ツヴァイ（2022年 - ） [361]
- BOAT RACE振興会（2023年 - ） [362]
- エミナルクリニック（2023年 - ） [363]
- ローソン（2023年 - ） [364]
- コンソメる♪、味の素KK（2023年 - ）[47]
- 外貨ex by GMO（2023年 - ）[365]
- エマーキットマスカラ、水橋保寿堂製薬（2023年 - ）[366]
- GMOオフィスサポート（2023年-） [367]
- UNIQLO年末祭（2023年）[368]
- 内閣サイバーセキュリティセンター WebCM（2024年）[369]
- 健康保険組合連合会「使ってイイナ!マイナ保険証」（2024年 - 2025年）[370]
- ドクターマーチン ブランドキャンペーン“BOOTS LIKE NO OTHER”(2024年)[371]
- マグミット製薬 (2025年)[372]
- アサヒビール マルエフ (2025年)[373]

### 吹き替え
- リトル・マーメイド（2023年6月9日公開、ウォルト・ディズニー・ジャパン） - インディラ 役（シモーヌ・アシュリー）[374]

### その他
- 王林 ラッピングバス（2022年 -、青森市営バス、青森県警察）[375]
- ここがあぶない！あぶ刑事 徹底解剖スペシャル映像 前篇[376]・後編[377]（2024年5月、YouTube東映映画チャンネル）
- 青森中央学院大学 アンバサダー（2024年5月 - ）[378]
- 青森りんごアンバサダー (2024年9月 - )[379]
- 新聞広告統一PRキャンペーン (2024年10月)[380]